# Burlin
Burlin (ryska: Бурлин, kazakiska: Börili) är en ort i Kazakstan.   Den ligger i oblystet Västkazakstan, i den västra delen av landet, 1 300 km väster om huvudstaden Astana. Burlin ligger 50 meter över havet och antalet invånare är 3 593.
Terrängen runt Burlin är mycket platt. Runt Burlin är det mycket glesbefolkat, med 7 invånare per kvadratkilometer. Det finns inga andra samhällen i närheten. Trakten runt Burlin består i huvudsak av gräsmarker.